# Ischnomesus carolinae
Ischnomesus carolinae är en kräftdjursart som beskrevs av Chardy 1974D. Ischnomesus carolinae ingår i släktet Ischnomesus, och familjen Ischnomesidae. Inga underarter finns listade.